# Постфельд
Постфельд (нем. Postfeld) — община в Германии, в земле Шлезвиг-Гольштейн. 
Входит в состав района Плён. Подчиняется управлению Прец-Ланд.  Население составляет 459 человек (на 31 декабря 2010 года). Занимает площадь 8,33 км².